# Pabellón de Argentina (Exposición Iberoamericana)
El pabellón de Argentina para la Exposición Iberoamericana de Sevilla de 1929 se encuentra en el paseo de las Delicias, frente a la glorieta de Buenos Aires. Mezcla el estilo indígena peruano y boliviano con el barroco.

## Historia y pabellón

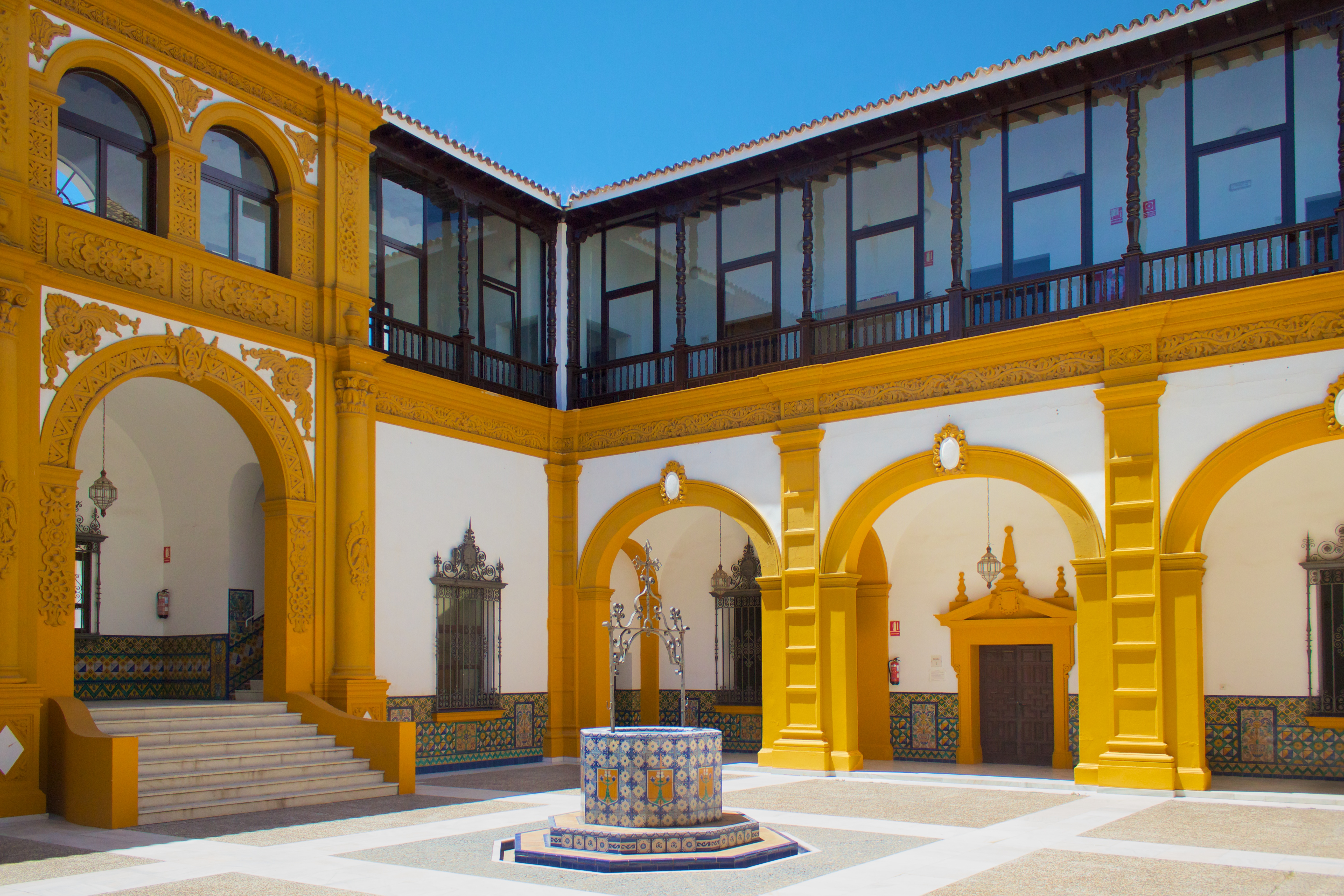
Patio interior del pabellón.

Argentina se presentó a la exposición con cuatro pabellones . Uno fue permanente y los otros tres eran pequeños y han desaparecido. De los tres pequeños, uno fue para la prensa argentina y los otros dos para muestras de esa nación. La Comisión Argentina solicitó 52.000 metros cuadrados, aunque finalmente ocupó menos. Argentina encargó el diseño de un pabellón de la región de Mendoza al arquitecto José Espiau y Muñoz. Aunque Espiau realizó el diseño, finalmente no se edificó.
El edificio que se conserva fue creado por el arquitecto Martín Noel. Es de estilo neobarroco aunque incluye algunos elementos iberoamericanos y mestizos. En 1929 el Gobierno de España creó una cátedra de Arte Hispano-Colonial Americano que inauguró Noel con el curso de Arquitectura Colonial en América. En 1930 Martín Noel fue nombrado Hijo Adoptivo de Sevilla.
Desde 1949 fue sede del instituto de educación secundaria Murillo. En 1991 este instituto se trasladó a la calle Ramón y Cajal. Desde 1993 pasó a ser la sede de la Escuela de Danza de Sevilla. También se le cedió a esta escuela el uso del pabellón de Guatemala. En el siglo XXI pasó a llamarse Conservatorio Profesional de Danza Antonio Ruiz Soler, por el artista sevillano de ese nombre.